# عثمان بن سعد الكاتب
عُثْمَان بن سَعْد التميمي القرشي أَبُو بَكْر البَصْرِيّ الكاتب المعلم تابعي، وراوي حديث نبوي من الضعفاء.

## روايته للحديث النبوي
- روى عن: أنس بن مالك، والحسن البصري، وابن أبي مليكة، وعكرمة مولى ابن عباس، ومجاهد بن جبر، ومحمد بن سيرين.
- روى عنه: جارية بْن هرم، ورحمة بْن مُصْعَب، وروح بن عبادة، وشعبة بن الحجاج، وأَبُو عاصم الضحاك بْن مخلد، وعبد السَّلام بْن هاشم البزاز، وعَمْرو بْن النعمان الْبَاهِلِي، ومُحَمَّد بْن بَكْر البرساني، ومُحَمَّد بْن حمران القيسي، ومُحَمَّد بْن عَبد اللَّهِ الأَنْصارِيّ، ومُحَمَّد بْن عَبْد الْوَاحِد بْن أَبي حزم القطعي، ومكي بْن إِبْرَاهِيم البلخي، ويحيى بن كثير العنبري، ويونس بْن مُحَمَّد المؤدب، وأَبُو عُبَيدة الْحَدَّاد.[1]
- الجرح والتعديل: قال يحيى بن معين: «لَيْسَ بذاك»، وقال أبو زرعة الرازي: «لين»، وقال أبو حاتم الرازي: «شيخ»، وقال الترمذي: «تكلم فِيهِ يَحْيَى بْن سَعِيد من قبل حفظه.»، وقال النسائي: «ليس بثقة»، روى له أَبُو دَاوُدَ، والترمذي.[1]